# Imotz
Imotz en basque ou Imoz en espagnol est une commune de la communauté forale de Navarre (Espagne). Elle est composée de 8 villages située dans la mérindade de Pampelune et à 30 km de Pampelune. 
Sa capitale est Etxaleku. Le secrétaire de mairie est aussi celui de Basaburua.
Imotz se trouve dans la zone bascophone de la province où la langue basque est coofficielle avec l'espagnol. En 2010, 59,57% de population parlait le basque (64% en 1996), 53.2̥% en 2018,.

## Géographie

### Concejos
La commune comprend plusieurs localités qui ont le statut de concejo selon la nomenclature de population publiée par INE (Institut National de Statistique).
| Nom village                    | Pop. (2006) |
| ------------------------------ | ----------- |
| Etxaleku (espagnol: Echalecu)  | 116         |
| Eraso                          | 42          |
| Goldaratz (espagnol: Goldaraz) | 40          |
| Latasa                         | 72          |
| Muskitz (espagnol: Músquiz)    | 24          |
| Oskotz (espagnol: Oscoz)       | 77          |
| Urritza (espagnol: Urriza)     | 38          |
| Zarrantz (espagnol: Zarranz)   | 18          |

## Division linguistique
En 2011, 53.2% de la population d'Imotz ayant 16 ans et plus avait le basque comme langue maternelle. La population totale située dans la zone bascophone en 2018, comprenant 64 municipalités dont Imotz, était bilingue à 60.8%, à cela s'ajoute 10.7% de bilingues réceptifs.

### Droit
En accord avec Loi forale 18/1986 du 15 décembre sur le basque, la Navarre est linguistiquement divisée en trois zones. Cette municipalité fait partie de la zone bascophone où l'utilisation du basque y est majoritaire. Le basque et le castillan sont utilisés dans d'administration publique, les médias, les manifestations culturelles et en éducation cependant l'usage du basque y est courant et encouragé le plus souvent.

## Villages

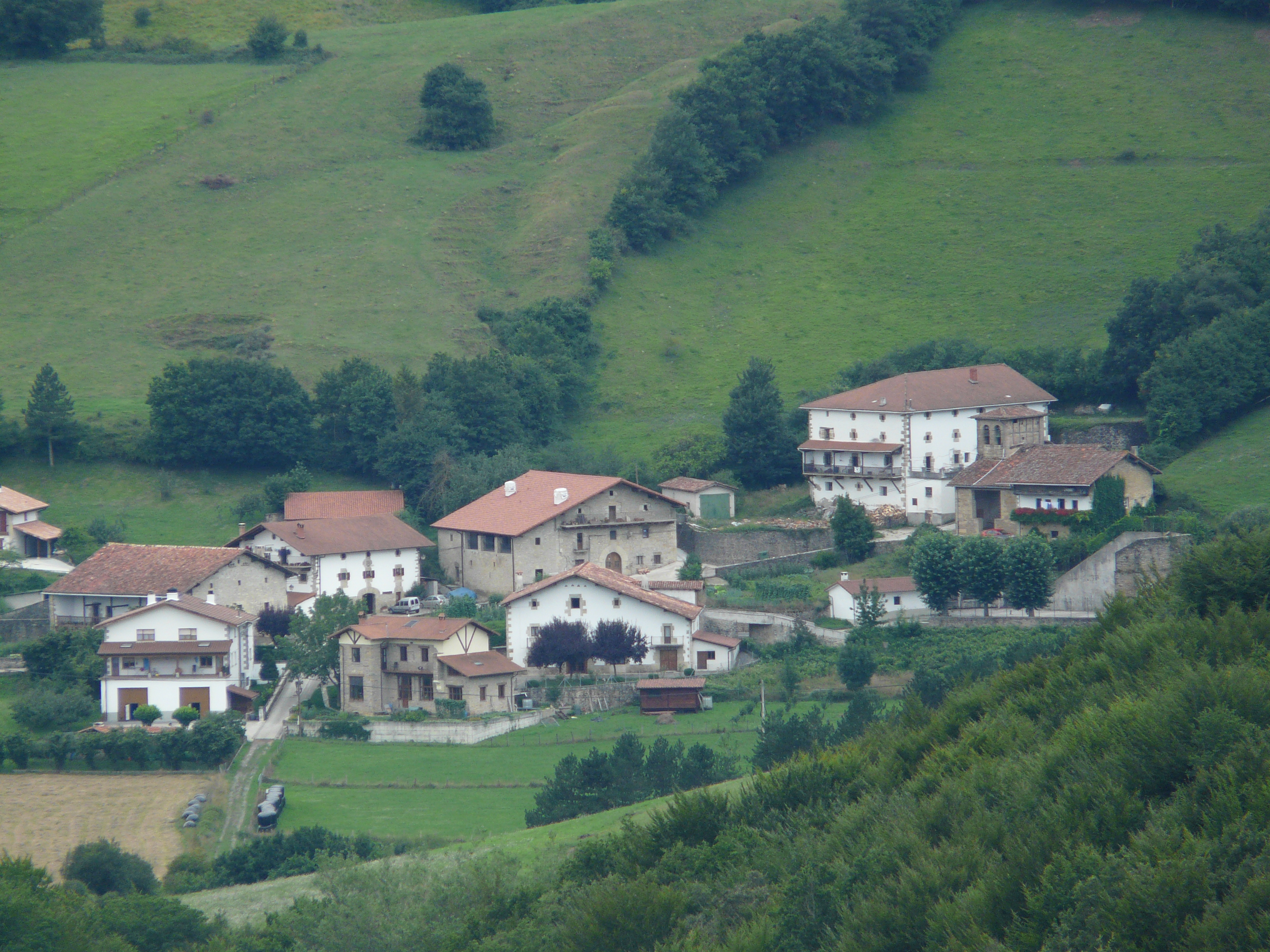
Eraso
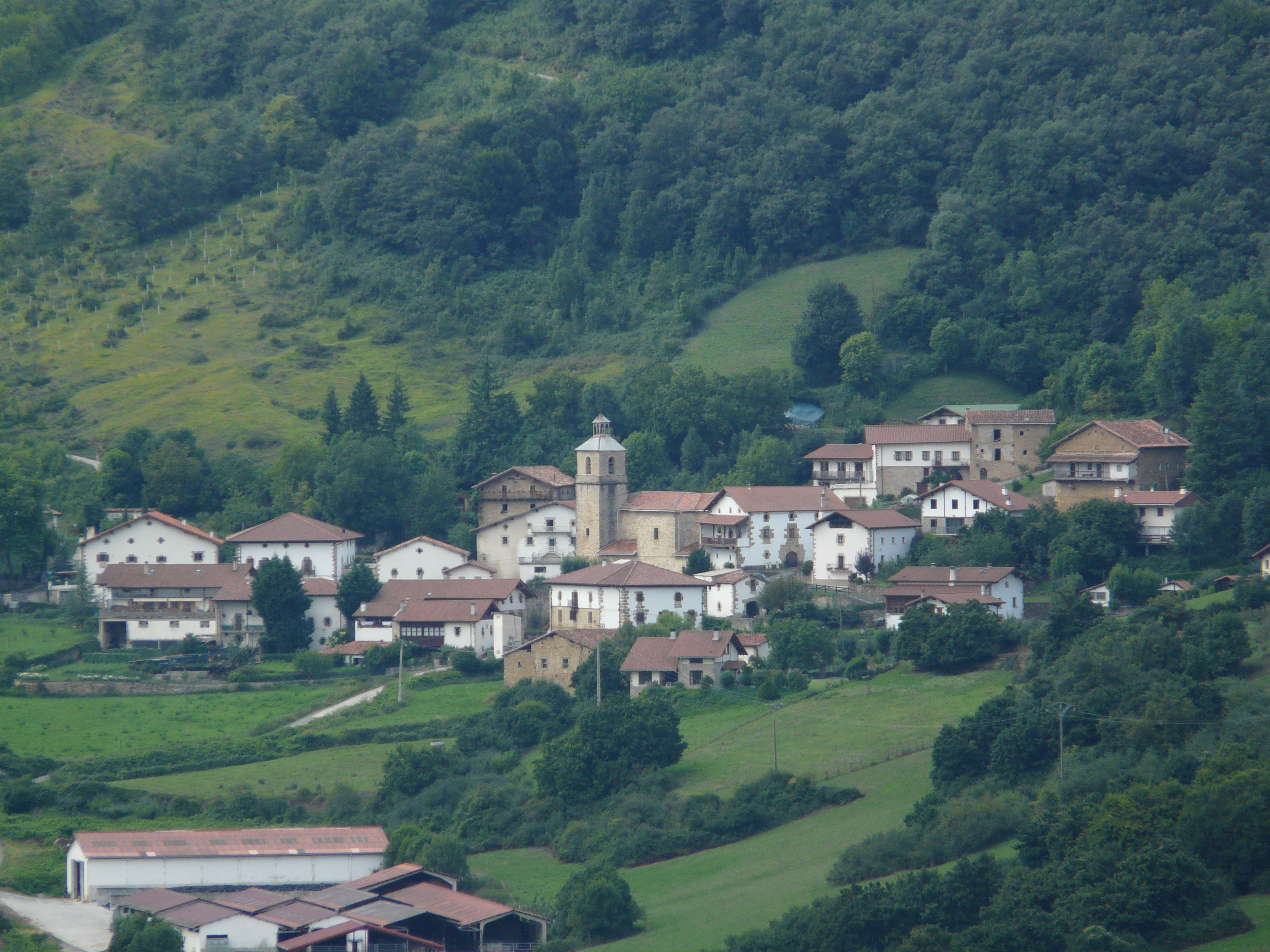
Etxaleku
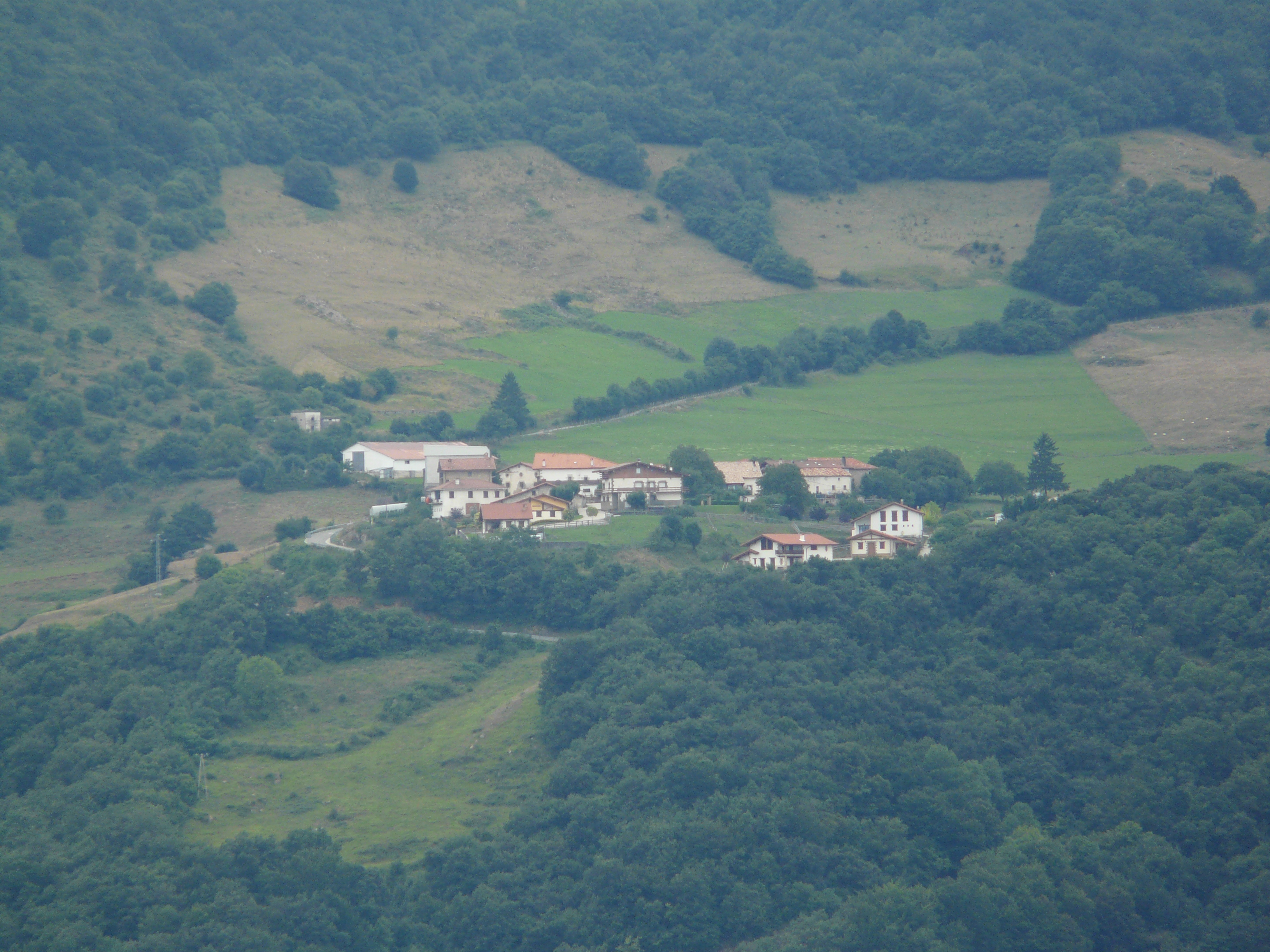
Goldaratz
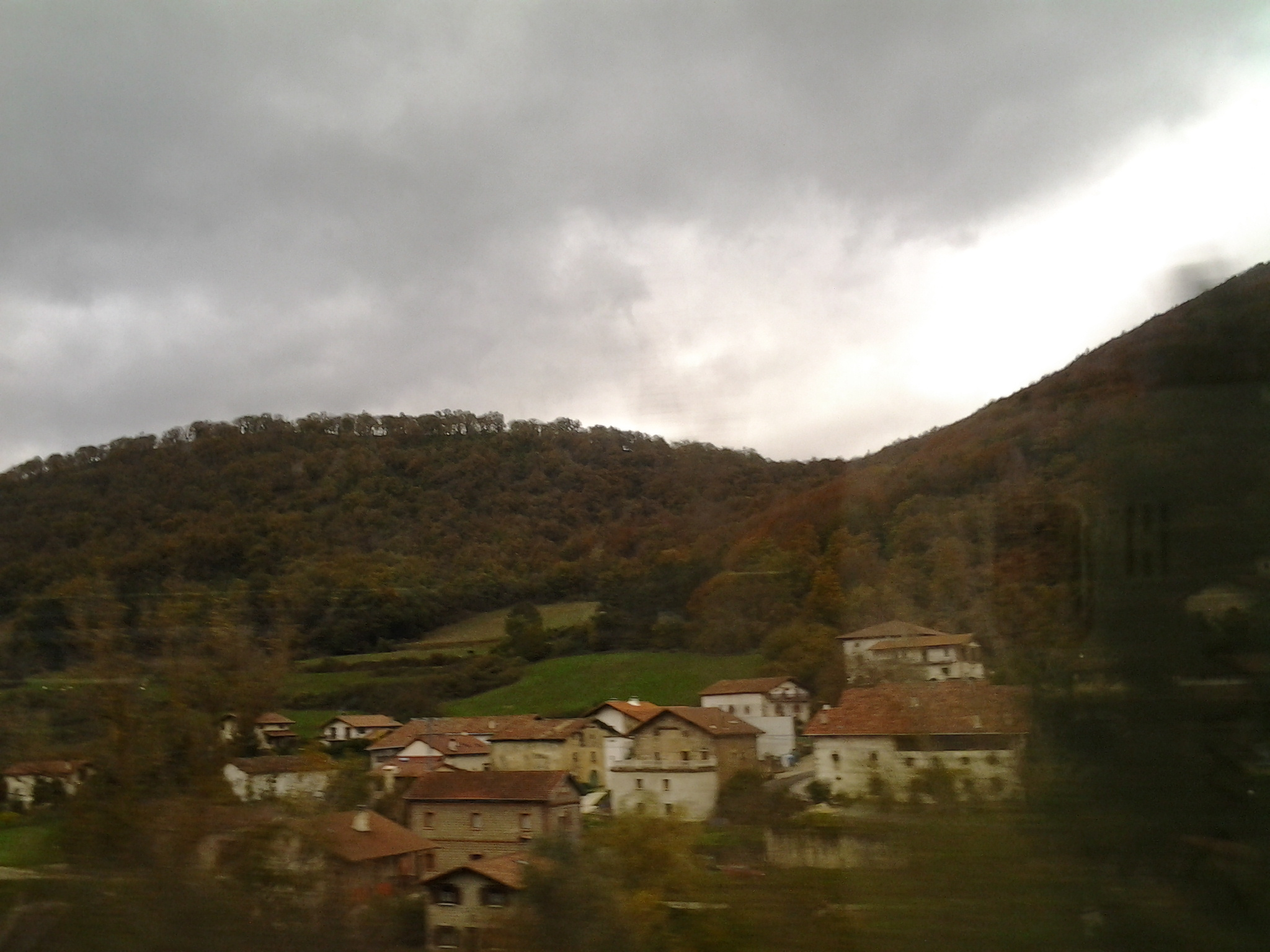
Latasa
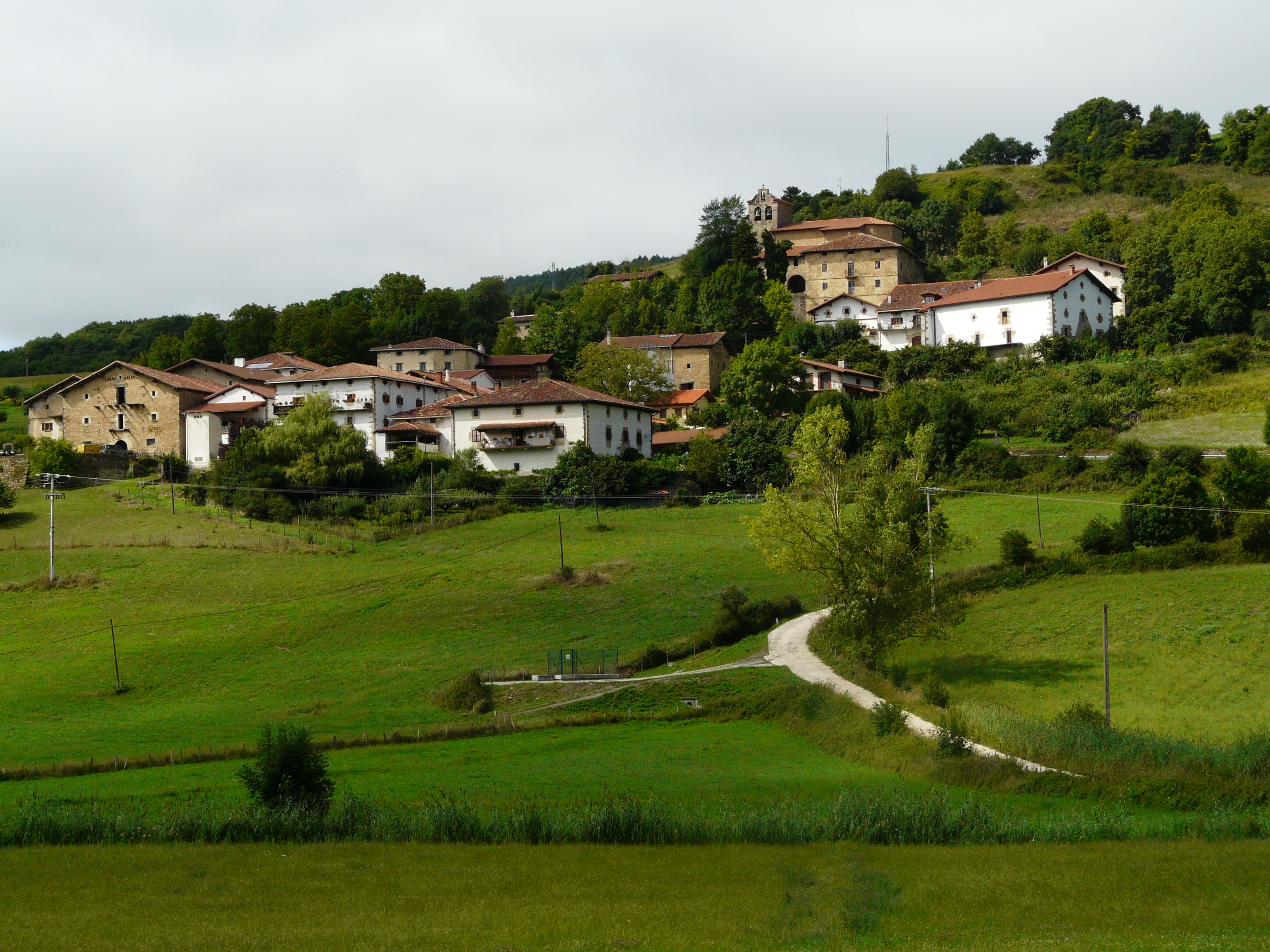
Oskotz
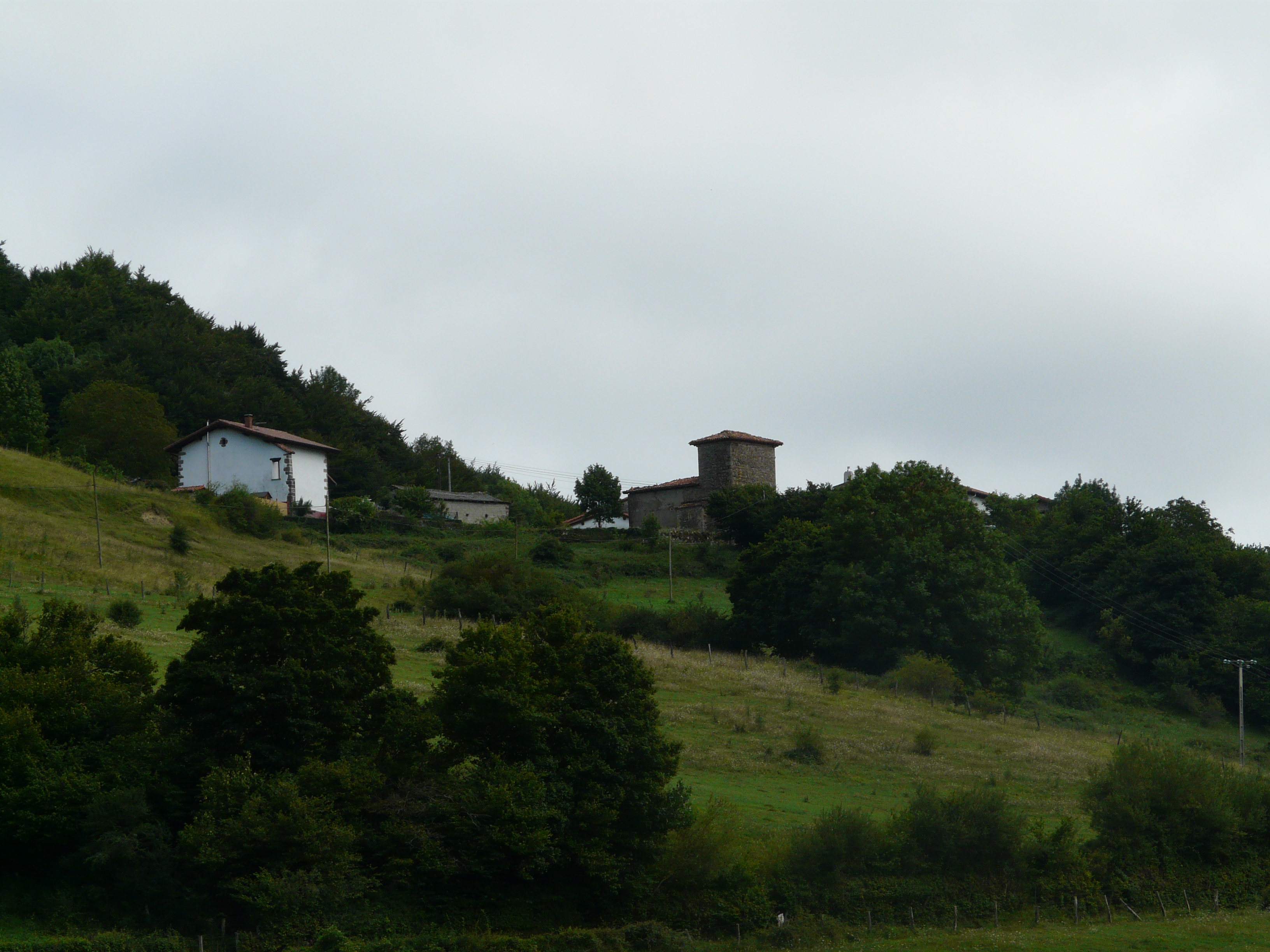
Zarrantz

### Sources
- (es) Cet article est partiellement ou en totalité issu de l’article de Wikipédia en espagnol intitulé « Imoz » (voir la liste des auteurs).